# La Bazoge (Sarthe)
La Bazoge é uma comuna francesa na região administrativa do País do Loire, no departamento de Sarthe. Estende-se por uma área de 22.87 km². Em 2010 a comuna tinha 3 700 habitantes (densidade: 161,8 hab./km²).